# 1899 w literaturze
Wydarzenia literackie w 1899 roku.

## Nowe książki
- polskie
  - Stanisław Przybyszewski – Dzieci szatana
  - Władysław Reymont – Ziemia obiecana
  - Stefan Żeromski – Ludzie bezdomni
- zagraniczne
  - John Dewey – Szkoła a społeczeństwo
  - Octave Mirbeau – Ogród udręczeń (Le Jardin des supplices)
  - Edith Nesbit – Poszukiwacze skarbu
  - Lew Tołstoj – Zmartwychstanie
- wydania polskie tytułów zagranicznych

## Wywiady
- polskie
- zagraniczne
- wydania polskie tytułów zagranicznych

## Dzienniki, autobiografie, pamiętniki
- polskie
- zagraniczne
- wydania polskie tytułów zagranicznych

## Nowe eseje, szkice i felietony
- polskie
- zagraniczne
  - Arthur Symons – Symbolizm jako kierunek literacki (The Symbolist Movement in Literature)
- wydania polskie tytułów zagranicznych

## Nowe dramaty
- polskie
  - Jan August Kisielewski – W sieci
  - Stanisław Wyspiański – Protesilas i Laodamia
- zagraniczne
  - Gerhart Hauptmann – Woźnica Henszel (Fuhrmann Henschel)
  - William Butler Yeats – Księżniczka Kasia (The Countess Cathleen)
- wydania polskie tytułów zagranicznych
  - Imre Madách – Tragedia człowieka, przeł. Teresa Prażmowska (S. Lewental)[1]

## Nowe poezje
- polskie
- zagraniczne
  - Otokar Březina – Budowniczowie świątyni (Stavitelé chrámu)
  - William Butler Yeats – Wiatr w trzcinach (The Wind in the Reeds)
- zagraniczne antologie
- wydane w Polsce wybory utworów poetów obcych
- wydane w Polsce antologie poezji obcej

## Nowe prace naukowe i biografie
- polskie
- zagraniczne
- wydania polskie tytułów zagranicznych

## Urodzili się
- 17 stycznia – Nevil Shute, angielski i australijski powieściopisarz (zm. 1960)
- 3 lutego – Lao She, chiński pisarz i dramaturg narodowości mandżurskiej (zm. 1966)
- 23 lutego
  - Erich Kästner, niemiecki pisarz (zm. 1974)
  - Elisabeth Langgässer, niemiecka pisarka i poetka (zm. 1950)
- 3 marca – Ruth von Ostau, niemiecka prozaiczka i poetka (zm. 1966)
- 4 marca – Emilio Prados, hiszpański poeta (zm. 1962)
- 13 marca – Jan Lechoń, polski poeta (zm. 1956)
- 19 marca – Aksel Sandemose, norweski prozaik (zm. 1965)
- 25 marca – Jacques Audiberti, francuski poeta, prozaik i dramaturg (zm. 1965)
- 6 kwietnia – Josef Toman, czeski pisarz, poeta i dramaturg (zm. 1977)
- 10 kwietnia – Ewa Szelburg-Zarembina, polska pisarka (zm. 1986)
- 22 kwietnia – Vladimir Nabokov, rosyjski pisarz (zm. 1977)
- 27 maja – Raymond Knister, kanadyjski poeta i prozaik (zm. 1932)
- 31 maja – Leonid Leonow, rosyjski pisarz (zm. 1994)
- 7 czerwca – Elizabeth Bowen, irlandzka pisarka (zm. 1973)[2]
- 14 czerwca – Yasunari Kawabata, japoński pisarz, noblista (zm. 1972)
- 4 lipca – Benjamin Péret, francuski poeta surrealistyczny (zm. 1959)
- 21 lipca
  - Hart Crane, amerykański poeta (zm. 1932)
  - Ernest Hemingway, amerykański pisarz (zm. 1961)
- 24 sierpnia – Jorge Luis Borges, argentyński pisarz (zm. 1986)
- 27 sierpnia – C.S. Forester, angielski pisarz (zm. 1966)
- 30 września – Hendrik Marsman, holenderski pisarz, poeta i krytyk literacki (zm. 1940)
- 1 października – Ernest Haycox, amerykański pisarz (zm. 1950)
- 19 października – Miguel Ángel Asturias, gwatemalski pisarz i poeta, laureat Nagrody Nobla (zm. 1974)
- 21 października – Ester Szumiaczer-Hirszbejn, żydowska poetka (zm. 1985)
- 19 listopada – Allen Tate, amerykański poeta, prozaik, krytyk i teoretyk literatury (zm. 1979)
- 29 listopada  – Hryhorij Kosynka, ukraiński pisarz i tłumacz (zm. 1934)
- 9 grudnia – Jean de Brunhoff, francuski autor literatury dziecięcej i ilustrator (zm. 1937)
- 27 grudnia – Giorgi Leonidze, gruziński poeta, prozaik i literaturoznawca (zm. 1966)

Brak daty dziennej:
- Aksel Bakunc, ormiański pisarz (zm. 1937)

## Zmarli
- 25 stycznia – Adolphe d'Ennery, francuski dramatopisarz (ur. 1811)
- 19 kwietnia – Édouard Pailleron, francuski dramaturg (ur. 1834)
- 18 lipca – Horatio Alger, amerykański pisarz (ur. 1832)
- 16 listopada – Vincas Kudirka, litewski poeta, kompozytor i działacz narodowy (ur. 1858)